# Pierre Kinganga
Pierre Kinganga, surnommé Sirocco est un officier congolais, né le 27 juillet 1936 à Brazzaville et mort le 22 mars 1970 à Brazzaville.
Kinganga est formé à l'École militaire préparatoire Général-Leclerc, puis en 1961 à l'École de formation des officiers du régime transitoire des troupes de marine (EFORTDM) et en 1963, à l'école militaire d'application de Saint-Maixent en France, dont il sort avec le grade de sous-lieutenant. Il est nommé lieutenant par la suite. Il a suivi également une formation à l'école supérieure de commandement des troupes aéroportées de Riazan (Russie) de 1965 à 1966.
Classé officier de droite, il affiche sa sympathie pour l'ancien président Fulbert Youlou. Il est arrêté en 1968 par le régime de Massamba-Débat pour menées subversives. Il lui est notamment reproché pour son implication dans la tentative du mercenaire français Jacques Debré dit Debreton. Il est libéré en juillet 1968, à la faveur de l'insurrection qui prélude la chute du président Massamba-Débat.
Il se brouille avec le nouveau régime et est contraint à l'exil en république démocratique du Congo dès 1969.
Le 23 mars 1970, il tente un putsch militaire contre le président Marien Ngouabi. Sa tentative échoue et il perd la vie au cours des affrontements.